# Dendrobium cymbiforme
Dendrobium cymbiforme är en orkidéart som beskrevs av Robert Allen Rolfe. Dendrobium cymbiforme ingår i släktet Dendrobium, och familjen orkidéer.
Artens utbredningsområde är Sumatera. Inga underarter finns listade i Catalogue of Life.